# Uroš Predić
Uroš Predić, srbsky Урош Предић (7. prosinec 1857, Orlovat – 12. únor 1953, Bělehrad) byl srbský realistický malíř. K jeho nejslavnějším obrazům patří Kosovská dívka z roku 1919, obraz, který asi nejčastěji ilustruje bitvu na Kosově poli. Byl též významným portrétistou, malířem ikon a žánrových obrazů.
Vystudoval Akademii výtvarných umění (Akademie der bildenden Künste) ve Vídni, kde byl žákem Christiana Griepenkerla, v jehož ateliéru též od roku 1882 pracoval. Pod jeho vedením vytvořil také své první velké dílo, cyklus třinácti obrazů s mytologickými náměty pro budovu vídeňského parlamentu. Roku 1885 se vrátil do rodného Orlovatu, kde začal malovat obrazy vesničanů. Poté žil v Bělehradě, Novém Sadu a v městečku Stari Bečej. V roce 1888 měl v Bělehradě svou první výstavu. Roku 1904 patřil k zakladatelům umělecké společnosti Lada a stal se jejím prvním prezidentem. Stejně tomu bylo s Malířskou společností vzniklou v Bělehradě v roce 1919.

## Galerie

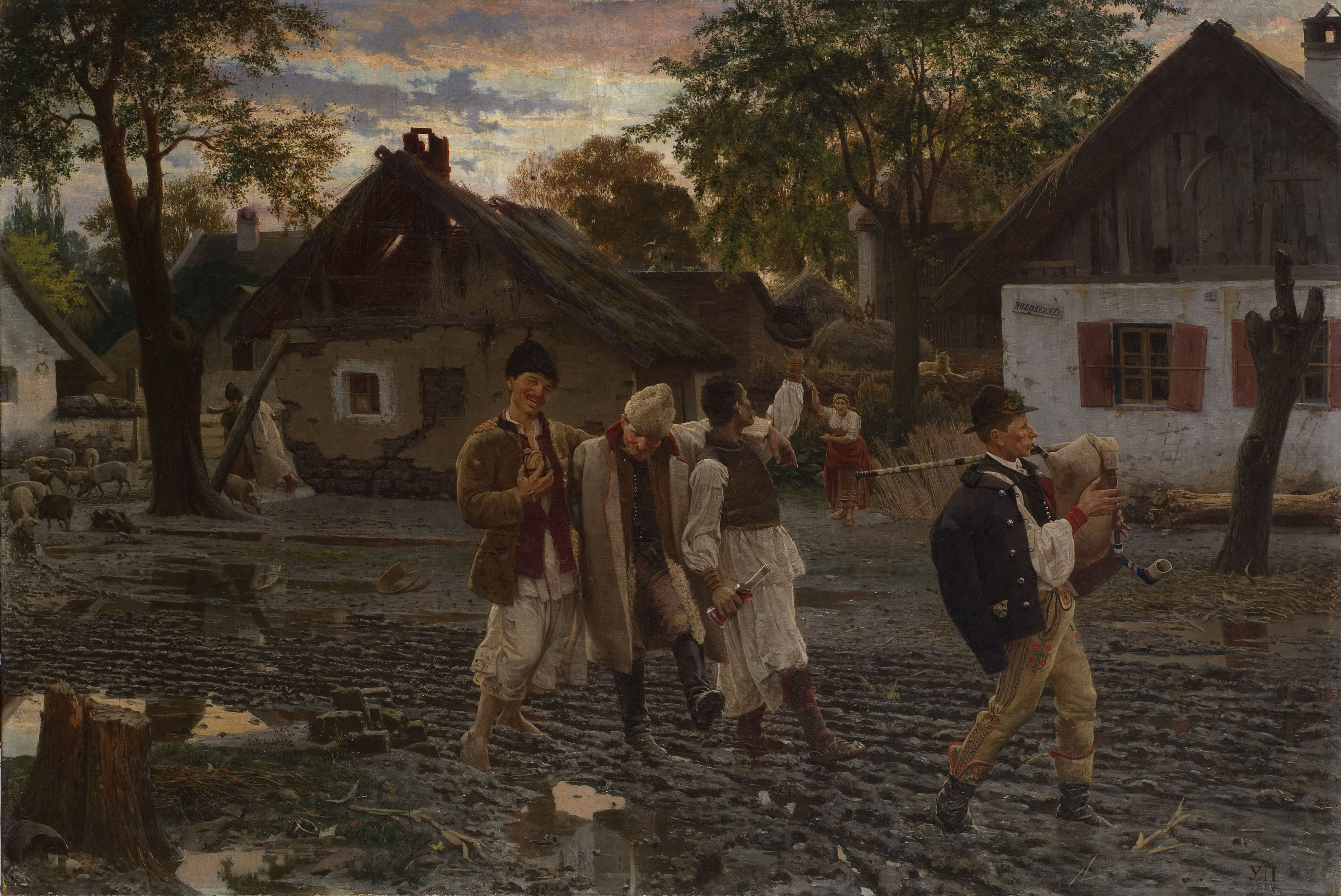
Veselí bratři (1887)
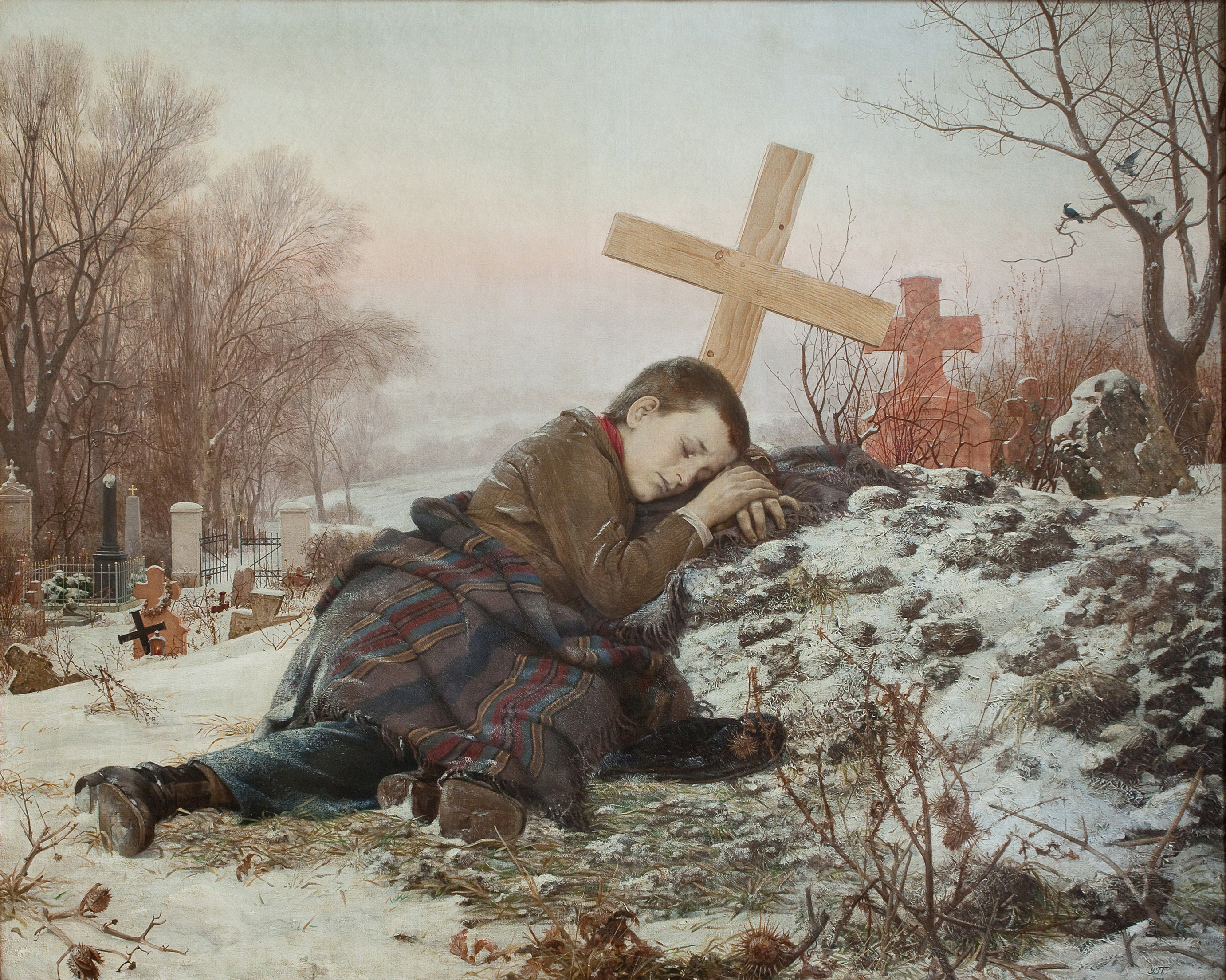
Sirotek na matčině hrobě (1888)
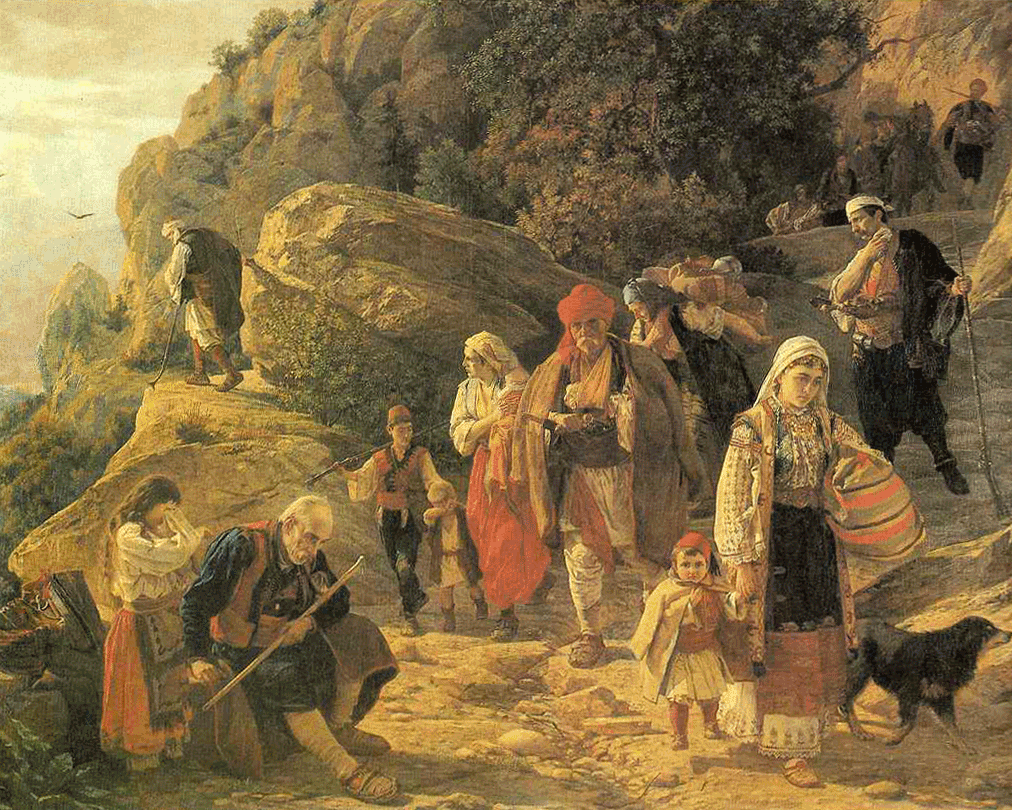
Uprchlíci z Hercegoviny (1889)
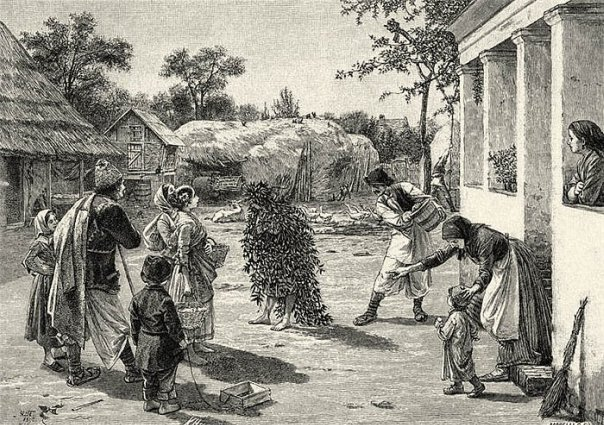
Polévání Dodola, kresba z časopisu Orao (1892).
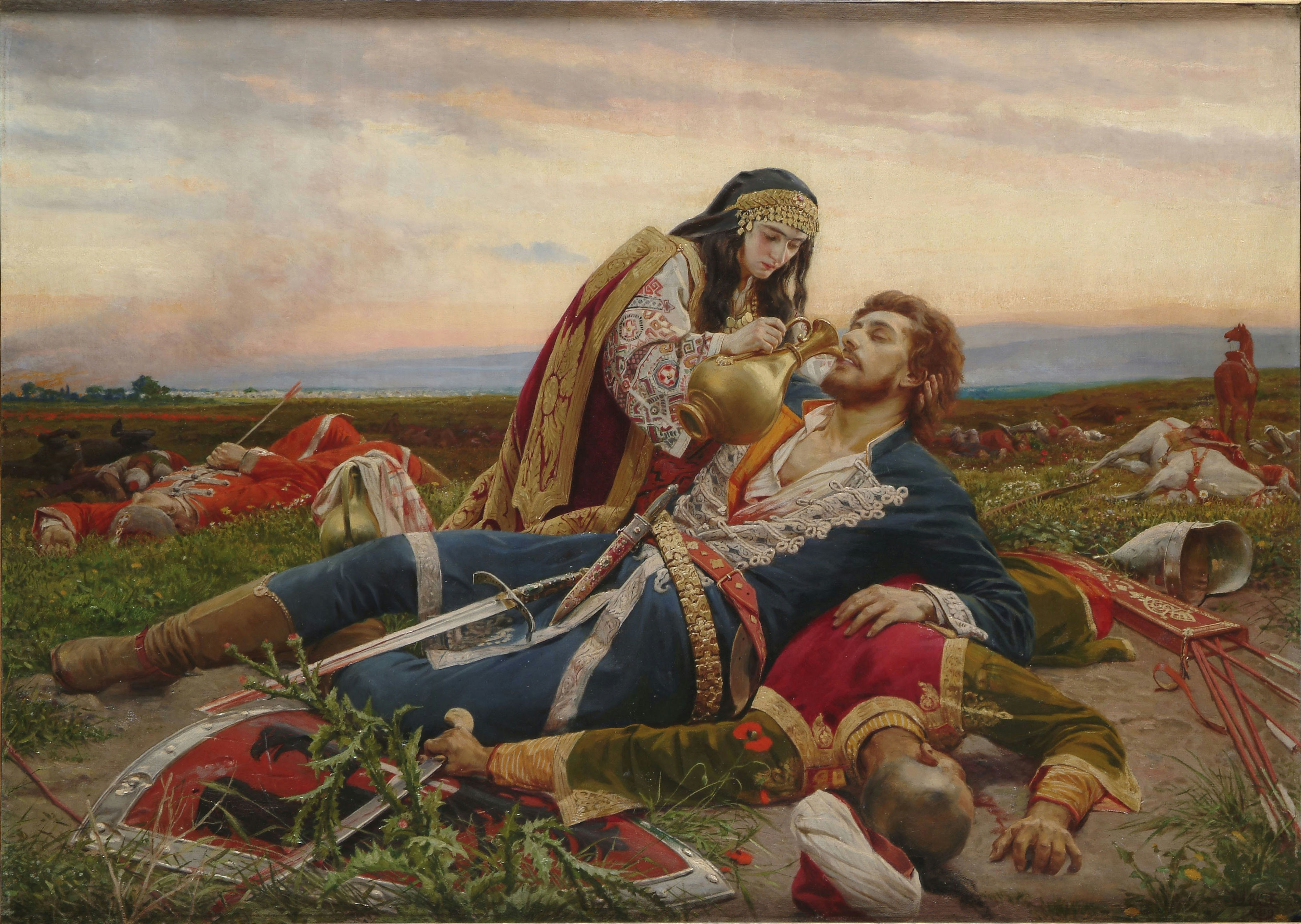
Kosovská dívka (1919)